# La entrega
Pour plus de détails, voir Fiche technique et Distribution.
La entrega est un film mexicain réalisé par Julián Soler, sorti en 1954.

## Synopsis
En travaillant dur, l'Espagnol Alejandro Gómez (Arturo de Córdova) est devenu riche et puissant. D'autre part, le banquier Don Victorino Yáñez (Andrés Soler), qui avait il y a longtemps refusé un prêt à Alejandro, alors pauvre est marié à Ana (Andrea Palma), qui passe sa vie à jouer du piano. Ils sont les parents de la fière Julia (Marga López), petite amie d'Enrique Régules (Tito Novaro). Julia est contrainte d'épouser Alejandro pour sauver la situation financière de la famille. Malgré la franchise brutale de son mari, Julia commence à se sentir amoureuse de lui, et tente en vain de le rendre jaloux auprès d'Héctor (Enrique Rambal (es)), qui la courtise. Julia est nerveuse : cela la dérange qu'Alejandro ne l'aime pas romantiquement comme elle le souhaiterait ...

## Fiche technique
- Titre : La entrega
- Réalisation :	Julián Soler
- Assistant-réalisateur : Manuel Muñoz
- Scénario et adaptation : Tito Davison (es) et Ulyses Petit de Murat d'après le roman de Miguel de Unamuno
- Photographie : Jack Draper
- Montage : Rafael Ceballos
- Musique : Antonio Díaz Conde
- Direction artistique : Jorge Fernández
- Décors :
- Costumes :
- Son :
- Casting : Miguel Ángel Garrido
- Producteur : Gregorio Walerstein
- Société de production :  Cinematográfica Filmex S.A.
- Société de distribution :
- Pays d'origine :   Mexique
- Langue de tournage : Espagnol
- Format : Noir et blanc — 35 mm — 1,37:1 — Son : Mono
- Genre : Film dramatique
- Durée : 106 minutes (1 h 46)
- Dates de sortie :
  -  Mexique : 19 août 1954
  -  Portugal : 14 mars 1956

## Distribution
- Arturo de Córdova : Alejandro Gómez
- Marga López : Julia Yáñez
- Enrique Rambal (es) : Lic. Héctor Molina
- Andrea Palma : Doña Ana
- Andrés Soler : Don Victorino Yáñez
- Tito Novaro : Enrique
- Lupe Carriles (es) : Eulalia
- Arturo Soto Rangel : Docteur Silva
- Miguel Manzano (es) : Docteur Céspedes
- Carlos Martínez Baena : José, le majordome
- Juan Orraca : Mr. Cruz, architecte
- Georgina Barragán	: Alicia
- Ada Carrasco (es) : Amie d'Alicia
- Rosario Gálvez (es) : ami d'Alicia
- Guillermo Calles (es) : Pedro
- Jorge Casanova : l'employé de banque (non-crédité)
- Manuel Dondé (es) : Docteur Medina (non-crédité)

## Récompenses et distinctions
- 1954 : Prix Ariel  de la meilleure actrice pour Marga López.